# A US Open női egyes döntői
A US Open a négy Grand Slam-teniszbajnokság egyike. Az első versenyt nők számára 1887-ben rendezték meg.
| Év   | Bajnok                   | Ellenfél a döntőben         | Döntő eredménye         |
| ---- | ------------------------ | --------------------------- | ----------------------- |
| 2024 | Arina Szabalenka         | Jessica Pegula              | 7–5, 7–5                |
| 2023 | Cori Gauff               | Arina Szabalenka            | 2–6, 6–3, 6–2           |
| 2022 | Iga Świątek              | Unsz Dzsábir                | 6–2, 7–6(5)             |
| 2021 | Emma Raducanu            | Leylah Fernandez            | 6–4, 6–3                |
| 2020 | Ószaka Naomi             | Viktorija Azaranka          | 1–6, 6–3, 6–3           |
| 2019 | Bianca Andreescu         | Serena Williams             | 6–3, 7–5                |
| 2018 | Ószaka Naomi             | Serena Williams             | 6–2, 6–4                |
| 2017 | Sloane Stephens          | Madison Keys                | 6–3, 6–0                |
| 2016 | Angelique Kerber         | Karolína Plíšková           | 6–3, 4–6, 6–4           |
| 2015 | Flavia Pennetta          | Roberta Vinci               | 7–6(4), 6–2             |
| 2014 | Serena Williams          | Caroline Wozniacki          | 6–3, 6–3                |
| 2013 | Serena Williams          | Viktorija Azaranka          | 7–5, 6–7(8), 6–1        |
| 2012 | Serena Williams          | Viktorija Azaranka          | 6–2, 2–6, 7–5           |
| 2011 | Samantha Stosur          | Serena Williams             | 6–2, 6–3                |
| 2010 | Kim Clijsters            | Vera Zvonarjova             | 6–2, 6–1                |
| 2009 | Kim Clijsters            | Caroline Wozniacki          | 7–5, 6–3                |
| 2008 | Serena Williams          | Jelena Janković             | 6–4, 7–5                |
| 2007 | Justine Henin            | Szvetlana Kuznyecova        | 6–1, 6–3                |
| 2006 | Marija Sarapova          | Justine Henin-Hardenne      | 6–4, 6–4                |
| 2005 | Kim Clijsters            | Mary Pierce                 | 6–3, 6–1                |
| 2004 | Szvetlana Kuznyecova     | Jelena Gyementyjeva         | 6–3, 7–5                |
| 2003 | Justine Henin-Hardenne   | Kim Clijsters               | 7–5, 6–1                |
| 2002 | Serena Williams          | Venus Williams              | 6–4, 6–3                |
| 2001 | Venus Williams           | Serena Williams             | 6–2, 6–4                |
| 2000 | Venus Williams           | Lindsay Davenport           | 6–4, 7–5                |
| 1999 | Serena Williams          | Martina Hingis              | 6–3, 7–6(4)             |
| 1998 | Lindsay Davenport        | Martina Hingis              | 6–3, 7–5                |
| 1997 | Martina Hingis           | Venus Williams              | 6–0, 6–4                |
| 1996 | Steffi Graf              | Szeles Mónika               | 7–5, 6–4                |
| 1995 | Steffi Graf              | Szeles Mónika               | 7–6, 0–6, 6–3           |
| 1994 | Arantxa Sánchez Vicario  | Steffi Graf                 | 1–6, 7–6, 6–4           |
| 1993 | Steffi Graf              | Helena Suková               | 6–3, 6–3                |
| 1992 | Szeles Mónika            | Arantxa Sánchez Vicario     | 6–3, 6–3                |
| 1991 | Szeles Mónika            | Martina Navrátilová         | 7–6, 6–1                |
| 1990 | Gabriela Sabatini        | Steffi Graf                 | 6–2, 7–6                |
| 1989 | Steffi Graf              | Martina Navratilova         | 3–6, 7–5, 6–1           |
| 1988 | Steffi Graf              | Gabriela Sabatini           | 6–3, 3–6, 6–1           |
| 1987 | Martina Navratilova      | Steffi Graf                 | 7–6, 6–1                |
| 1986 | Martina Navratilova      | Helena Suková               | 6–3, 6–2                |
| 1985 | Hana Mandlíková          | Martina Navratilova         | 7–6, 1–6, 7–6           |
| 1984 | Martina Navratilova      | Chris Evert Lloyd           | 4–6, 6–4, 6–4           |
| 1983 | Martina Navratilova      | Chris Evert Lloyd           | 6–1, 6–3                |
| 1982 | Chris Evert Lloyd        | Hana Mandlíková             | 6–3, 6–1                |
| 1981 | Tracy Austin             | Martina Navrátilová         | 1–6, 7–6, 7–6           |
| 1980 | Chris Evert Lloyd        | Hana Mandlíková             | 5–7, 6–1, 6–1           |
| 1979 | Tracy Austin             | Chris Evert Lloyd           | 6–4, 6–3                |
| 1978 | Chris Evert              | Pam Shriver                 | 7–5, 6–4                |
| 1977 | Chris Evert              | Wendy Turnbull              | 7–6, 6–2                |
| 1976 | Chris Evert              | Evonne Goolagong            | 6–3, 6–0                |
| 1975 | Chris Evert              | Evonne Goolagong            | 5–7, 6–4, 6–2           |
| 1974 | Billie Jean King         | Evonne Goolagong            | 3–6, 6–3, 7–5           |
| 1973 | Margaret Court           | Evonne Goolagong            | 7–6, 5–7, 6–2           |
| 1972 | Billie Jean King         | Kerry Melville              | 6–3, 7–5                |
| 1971 | Billie Jean King         | Rosemary Casals             | 6–4, 7–6                |
| 1970 | Margaret Court           | Rosemary Casals             | 6–2, 2–6, 6–1           |
| 1969 | Margaret Court           | Nancy Richey                | 6–2, 6–2                |
| 1968 | Virginia Wade            | Billie Jean King            | 6–4, 6–2                |
| 1967 | Billie Jean King         | Ann Haydon Jones            | 11–9, 6–4               |
| 1966 | Maria Bueno              | Nancy Richey                | 6–3, 6–1                |
| 1965 | Margaret Court           | Billie Jean Moffitt         | 8–6, 7–5                |
| 1964 | Maria Bueno              | Carole Caldwell Graebner    | 6–1, 6–0                |
| 1963 | Maria Bueno              | Margaret Court              | 7–5, 6–4                |
| 1962 | Margaret Court           | Darlene Hard                | 9–7, 6–4                |
| 1961 | Darlene Hard             | Ann Haydon                  | 6–3, 6–4                |
| 1960 | Darlene Hard             | Maria Bueno                 | 6–4, 10–12, 6–4         |
| 1959 | Maria Bueno              | Christine Truman            | 6–1, 6–4                |
| 1958 | Althea Gibson            | Darlene Hard                | 3–6, 6–1, 6–2           |
| 1957 | Althea Gibson            | Louise Brough               | 6–3, 6–2                |
| 1956 | Shirley Fry              | Althea Gibson               | 6–3, 6–4                |
| 1955 | Doris Hart               | Patricia Ward               | 6–4, 6–2                |
| 1954 | Doris Hart               | Louise Brough               | 6–8, 6–1, 8–6           |
| 1953 | Maureen Connolly         | Doris Hart                  | 6–2, 6–4                |
| 1952 | Maureen Connolly         | Doris Hart                  | 6–3, 7–5                |
| 1951 | Maureen Connolly         | Shirley Fry                 | 6–3, 1–6, 6–4           |
| 1950 | Margaret Osborne duPont  | Doris Hart                  | 6–4, 6–3                |
| 1949 | Margaret Osborne duPont  | Doris Hart                  | 6–3, 6–1                |
| 1948 | Margaret Osborne duPont  | Louise Brough               | 4–6, 6–4, 15–13         |
| 1947 | Louise Brough            | Margaret Osborne            | 8–6, 4–6, 6–1           |
| 1946 | Pauline Betz             | Patricia Canning            | 11–9, 6–3               |
| 1945 | Sarah Palfrey Cooke      | Pauline Betz                | 3–6, 8–6, 6–4           |
| 1944 | Pauline Betz             | Margaret Osborne            | 6–3, 8–6                |
| 1943 | Pauline Betz             | Louise Brough               | 6–3, 5–7, 6–3           |
| 1942 | Pauline Betz             | Louise Brough               | 4–6, 6–1, 6–4           |
| 1941 | Sarah Palfrey Cooke      | Pauline Betz                | 7–5, 6–2                |
| 1940 | Alice Marble             | Helen Jacobs                | 6–2, 6–3                |
| 1939 | Alice Marble             | Helen Jacobs                | 6–0, 8–10, 6–4          |
| 1938 | Alice Marble             | Nancy Wynne                 | 6–0, 6–3                |
| 1937 | Anita Lizana             | Jadwiga Jedrzejowska        | 6–4, 6–2                |
| 1936 | Alice Marble             | Helen Jacobs                | 4–6, 6–3, 6–2           |
| 1935 | Helen Jacobs             | Sarah H. Palfrey Fabyan     | 6–2, 6–4                |
| 1934 | Helen Jacobs             | Sarah H. Palfrey            | 6–1, 6–4                |
| 1933 | Helen Jacobs             | Helen Wills Moody           | 8–6, 3–6, 3–0 feladta   |
| 1932 | Helen Jacobs             | Carolin A. Babcock          | 6–2, 6–2                |
| 1931 | Helen Wills Moody        | Eileen Bennett Whitingstall | 6–4, 6–1                |
| 1930 | Betty Nuthall            | Anna McCune Harper          | 6–1, 6–4                |
| 1929 | Helen Wills              | Phoebe Holcroft Watson      | 6–4, 6–2                |
| 1928 | Helen Wills              | Helen J. Jacobs             | 6–2, 6–1                |
| 1927 | Helen Wills              | Betty Nuthall               | 6–1, 6–4                |
| 1926 | Molla Mallory            | Elizabeth Ryan              | 4–6, 6–4, 9–7           |
| 1925 | Helen Wills              | Kathleen McKane             | 3–6, 6–0, 6–2           |
| 1924 | Helen Wills              | Molla Mallory               | 6–1, 6–3                |
| 1923 | Helen Wills              | Molla Mallory               | 6–2, 6–1                |
| 1922 | Molla Mallory            | Helen Wills                 | 6–3, 6–1                |
| 1921 | Molla Mallory            | Mary Browne                 | 4–6, 6–4, 6–2           |
| 1920 | Molla Mallory            | Marion Zinderstein          | 6–3, 6–1                |
| 1919 | Hazel Hotchkiss Wightman | Marion Zinderstein          | 6–1, 6–2                |
| 1918 | Molla Bjurstedt          | Eleanor E. Goss             | 6–4, 6–3                |
| 1917 | Molla Bjurstedt          | Marion Vanderhoef           | 4–6, 6–0, 6–2           |
| 1916 | Molla Bjurstedt          | Louise Hammond Raymond      | 6–0, 6–1                |
| 1915 | Molla Bjurstedt          | Hazel Hotchkiss Wightman    | 4–6, 6–2, 6–0           |
| 1914 | Mary Browne              | Marie Wagner                | 6–2, 1–6, 6–1           |
| 1913 | Mary Browne              | Dorothy Green               | 6–2, 7–5                |
| 1912 | Mary Browne              | Eleonora Sears              | 6–4, 6–2                |
| 1911 | Hazel Hotchkiss Wightman | Florence Sutton             | 8–10, 6–1, 9–7          |
| 1910 | Hazel Hotchkiss Wightman | Louise Hammond              | 6–4, 6–2                |
| 1909 | Hazel Hotchkiss Wightman | Maud Barger-Wallach         | 6–0, 6–1                |
| 1908 | Maud Barger-Wallach      | Evelyn Sears                | 6–3, 1–6, 6–3           |
| 1907 | Evelyn Sears             | Carrie Neely                | 6–3, 6–2                |
| 1906 | Helen Homans             | Maud Barger-Wallach         | 6–4, 6–3                |
| 1905 | Elisabeth Moore          | Helen Homans                | 6–4, 5–7, 6–1           |
| 1904 | May Sutton               | Elisabeth Moore             | 6–1, 6–2                |
| 1903 | Elisabeth Moore          | Marion Jones                | 7–5, 8–6                |
| 1902 | Marion Jones             | Elisabeth Moore             | 6–1, 1–0 feladta        |
| 1901 | Elisabeth Moore          | Myrtle McAteer              | 6–4, 3–6, 7–5, 2–6, 6–2 |
| 1900 | Myrtle McAteer           | Edith Parker                | 6–2, 6–2, 6–0           |
| 1899 | Marion Jones             | Maud Banks                  | 6–1, 6–1, 7–5           |
| 1898 | Juliette Atkinson        | Marion Jones                | 6–3, 5–7, 6–4, 2–6, 7–5 |
| 1897 | Juliette Atkinson        | Elisabeth Moore             | 6–3, 6–3, 4–6, 3–6, 6–3 |
| 1896 | Elisabeth Moore          | Juliette Atkinson           | 6–4, 4–6, 6–2, 6–2      |
| 1895 | Juliette Atkinson        | Helen Hellwig               | 6–4, 6–2, 6–1           |
| 1894 | Helen Hellwig            | Aline Terry                 | 7–5, 3–6, 6–0, 3–6, 6–3 |
| 1893 | Aline Terry              | Augusta Schultz             | 6–1, 6–3                |
| 1892 | Mabel Cahill             | Elisabeth Moore             | 5–7, 6–3, 6–4, 4–6, 6–2 |
| 1891 | Mabel Cahill             | Ellen Roosevelt             | 6–4, 6–1, 4–6, 6–3      |
| 1890 | Ellen Roosevelt          | Bertha Townsend             | 6–2, 6–2                |
| 1889 | Bertha Townsend          | Lida Voorhees               | 7–5, 6–2                |
| 1888 | Bertha Townsend          | Ellen Hansell               | 6–3, 6–5                |
| 1887 | Ellen Hansell            | Laura Knight                | 6–1, 6–0                |